# PGC 1798869
LEDA/PGC 1798869 ist eine Galaxie im Sternbild Pegasus nördlich der Ekliptik, die schätzungsweise 363 Milliarden Lichtjahre von der Milchstraße entfernt ist. Im selben Himmelsareal befinden sich u. a. die Galaxien NGC 7765, NGC 7766, NGC 7767, NGC 7768.